# Tornavacas
Tornavacas è un comune spagnolo di 1 305 abitanti situato nella comunità autonoma dell'Estremadura.